# Mary Wilson
Mary Wilson (født 6. marts 1944 i Greenville, Mississippi, USA, død 8. februar 2021) var en amerikansk sangerinde, der opnåede berømmelse som et af de oprindelige medlemmer af pigegruppen The Supremes igennem 1960'erne og 1970'erne. Wilson var det eneste gennemgående medlem i den periode, hvor gruppen producerede hits. Wilson værnede efter opløsningen af Supremes om gruppens eftermæle og optrådte med gruppens musik, op til sin død i 2021, men sang de seneste år i karrieren mere jazz og blues. Hun var politisk aktiv som fortaler for artisters rettigheder. Hun udgav selvbiografierne Dreamgirl: My Life As a Supreme og Supreme Faith: Someday We'll Be Together.

## Biografi

### Barndom
Mary Wilson var det første barn født af Sam og Johnnie Mae Wilson i Greenville, Mississippi. Som baby flyttede Wilson først til St. Louis i Missouri og siden til Chicago, før end hun blev sendt til sin onkel og tante Detroit. Som seksårig blev Mary Wilson sendt retur til sin mor i Mississippi, og opdagede i den forbindelse, at onklen og tanten i Detroit ikke var hendes forældre. som tolvårig tog familien atter til Detroit.

### The Supremes (1959–1977)
I 1958 mødte Mary Wilson Florence Ballard, der begge gik i junior high school. De blev hurtigt nære venner med en fælles interesse i musik. Da Milton Jenkins, manager for vokalgruppen The Primes (senere The Temptations), besluttede at danne en "søstergruppe" ved navn The Primettes, antog han Ballard, som tog Wilson med i gruppen. Mary Wilson kontaktede herefter sin veninde Diane Ross, og Jenkins fik Betty McGlown med som det sidste medlem i gruppen.
I 1961, da The Primettes havde opnået pladekontrakt med Motown Records, blev McGlown erstattet af Barbara Martin, og gruppen skiftede navn til The Supremes. The Supremes fik sit første hit i 1963 med When the Lovelight Starts Shining Through His Eyes, der startede en lang række af hits skrevet af Holland-Dozier-Holland, herunder 12 nr. 1 hits i USA, det første med Where Did Our Love Go.
Efter tre år med fænomenal succes for The Supremes besluttede Motown-chefen Berry Gordy at ændre gruppens navn til Diana Ross & the Supremes og at udskifte Florence Ballard med Cindy Birdsong. Da Diana Ross forlod gruppen i 1970 for en solokarriere, kom Jean Terrell med i gruppen i stedet for Ross, og gruppen tog atter navnet The Supremes. Det "nye" Supremes – Wilson, Terrell, and Birdsong — fortsatte med at producere hits, med bl.a. Up the Ladder to the Roof, Stoned Love, River Deep – Mountain High, Nathan Jones, og Floy Joy, men uden den massive succes, som gruppen tidligere havde oplevet. Wilson begyndte i den periode at synge delt lead med Terrell på flere af singlerne, herunder Touch, Floy Joy, og Automatically Sunshine.
Cindy Birdsong forlod gruppen i april 1972, og gruppen havde i en periode skiftende besætninger med Wilson som faktiske leder. Gruppen fik sit sidste top-40 hit i 1976 med I'm Gonna Let My Heart Do the Walking og Mary Wilson havde sin sidste optræden med gruppen den 12. juni 1977 i London.

### Årene som solist
I 1979 blev Wilson involveret i en retssag med Motown vedrørende pladeselskabets management af The Supremes. Som en del af et forlig mellem parterne udsendte Motown et album med titlen Mary Wilson, men pladen solgte dårligt, og nåede ikke Billboard 200. Året efter løste Motown Wilson fra hendes kontrakt. Wilson koncentrerede sig herefter om arbejde i Europa. I 1984 forsøgte Motown at gendanne The Supremes med Wilson, Scherrie Payne og Cindy Birdsong, men efter rådgivning fra Berry Gordy afslog Wilson.
I 1986 udgav Wilson sin første autobiografi Dreamgirl: My Life as a Supreme. Bogen blev en stor succes, og er fortsat en af de bedst sælgende bøger skrevet af en sangerinde. Hun udgav i 1990 yderligere en bestseller Supreme Faith: Someday We'll Be Together. Bøgerne blev i en opdateret samlet udgave udsendt i 2000 under titlen Dreamgirl & Supreme Faith, Updated Edition: My Life as a Supreme.
I midten af 1980'erne begyndte Wilson at koncentrere sig om musikteater, ligesom hun oftere gav koncerter i USA på trods af en række juridiske kontroverser med Motown om retten til at henvise til navnet "Supremes". Hun udgav endvidere et par singler på pladeselskabet Nightmare Records og det engelske Motorcity Records, der havde specialiseret sig i at indgå kontrakter med tidligere Motown-artister, herunder The FLOS (Former Ladies Of Supremes). Hun deltog ligeledes i et par talkshows, herunder sammen med Jay Leno og Joan Rivers, og havde engagementer på casinoer m.v. Hendes meget forhåndsomtalte CD fra 1992 Walk the Line solgte dårligt, da pladeselskabet gik konkurs dagen efter udgivelsen af CD'en, og de relativ få trykte eksemplarer hurtigt blev udsolgt. I 1995 udgav hun U, der solgte godt i Europa. Hun udgav to live-album i 2006 og 2007; Mary Wilson Live at the Sands og Up Close: Live from San Francisco.
Mary Wilson var aktiv op i årene og optrådte ved koncerter. Fra 2012 turnerede hun med Bill Wyman's Rythm Kings, i hvilken forbindelse hun optrådte ved en koncert i Odense på spillestedet Posten den 4. december 2014.

## Eksterne links
- Wikimedia Commons har flere filer relateret til Mary Wilson
- Officielt website
- Mary Wilson interview af Pete Lewis, Blues & Soul Maj 2009 Arkiveret 15. juni 2009 hos  Wayback Machine
- Mary Wilson på Internet Movie Database (engelsk)
- Mary Wilson på Svensk Filmdatabas (svensk)
- Mary Wilson på AlloCiné (fransk)
- Mary Wilson på AllMovie (engelsk)
- Mary Wilson på The Movie Database (engelsk)
- Mary Wilson på Internet Broadway Database (engelsk)
- Mary Wilson på Encyclopædia Britannica Online (engelsk)
- Interview af Daiana Feuer, L.A. Record, August 2009 Arkiveret 11. februar 2010 hos  Wayback Machine